# Lower Broadheath
Lower Broadheath es una localidad y un parroquia civil situada en el condado de Worcestershire, en Inglaterra (Reino Unido), con una población estimada a mediados de 2016 de 1408 habitantes.
Se encuentra ubicada al sur de la región Midlands del Oeste, cerca de la frontera con la región Sudoeste de Inglaterra, de la orilla del río Severn —el más largo de Gran Bretaña— y al sur de la ciudad de Birmingham.
Hay muchas viviendas en el pueblo, incluyendo la finca de Jacom(Jacomb Road, Jacomb Drive, Jacomb Cierre y Rectoría Close). El pueblo cuenta con una sala de fiestas, iglesias, oficina de correos y tiendas, también mantiene sus espacios verdes (que contiene un campo de fútbol, pista de atletismo y áreas de juego de muchos niños) . También hay una escuela primaria (escuela primaria CE Broadheath). La escuela contiene alrededor de 150 niños, desde la edad de cuatro hasta once. También hay tres bares en el pueblo.
Broadheath es el lugar de nacimiento del compositor Inglés Edward Elgar.